# Бањо (Ређо Емилија)
Бањо (итал. Bagno) је насеље у Италији у округу Ређо Емилија, региону Емилија-Ромања.
Према процени из 2011. у насељу је живело 1714 становника. Насеље се налази на надморској висини од 52 м.